# Bělá pod Bezdězem
Bělá pod Bezdězem település Csehországban, a Mladá Boleslav-i járásban. Bělá pod Bezdězem Dolní Krupá, Čistá, Doksy, Ralsko, Bakov nad Jizerou, Hrdlořezy, Katusice, Bezděz, Bílá Hlína, Plužná, Březovice és Nosálov településekkel határos. Lakosainak száma 4827 fő (2024. január 1.).

## Népesség
A település lakosságának változását az alábbi diagram mutatja:
| Lakosok száma | 4274 | 4622 | 5106 | 4642 | 4923 | 4890 | 4815 | 4786 | 4725 | 4827 |
|               | 1869 | 1900 | 1921 | 1961 | 1980 | 2011 | 2016 | 2019 | 2021 | 2024 |